# Муравин, Геннадий Львович
Геннадий Львович Муравин (14 мая 1931, Белгород — 8 ноября 2021, Хельсинки) — советский переводчик эстонской и финской литературы.

## Биография
Родился 1931 году в Белгороде, сын скульптора Льва Муравина.
Окончив в Московскую среднюю художественную школу, поступил в Государственный институт художеств Эстонской ССР, который окончил в 1957 году.
Работал редактором на Всесоюзном радио, в редакциях журналов «Москва» и «Детская литература».
Во второй половине 1970-х был завлитом Государственного русского драматического театра Эстонской ССР.
В 1979 году женился на финке и тогда впервые смог посетить Финляндию, выучил финский язык и начал переводить финскую литературу на русский язык.
В конце 1980-х годов начал сотрудничать с финской газетой «Хельсингин саномат».
После распада СССР в 1991 году получил постоянный вид на жительство в Финляндии, проживал в Хельсинки, преподавал в Хельсинкском университете.
Умер в 2021 году в Хельсинки.

## Переводчик
Работал как переводчик литературы с 1960 года. Член Союза писателей СССР.
Перевёл на русский язык свыше 150 произведений эстонской литературы, в их числе произведения таких авторов как Лилли Промет, Эно Рауд, Леннарт Мери, Арво Валтон, Яан Раннап.
Был переводчиком и редактором сценариев на киностудии «Таллинфильм», в том числе фильмов «Огонь в ночи» (1973) и «Рождество в Вигала» (1980) в котором также сыграл роль офицера Шмидта.
Среди его переводов на русский язык финской литературы произведения таких авторов как Айно Каллас, Йоэль Лехтонен, Антти Туури и Франс Эмиль Силланпяа.